# فرودگاه محلی استوان

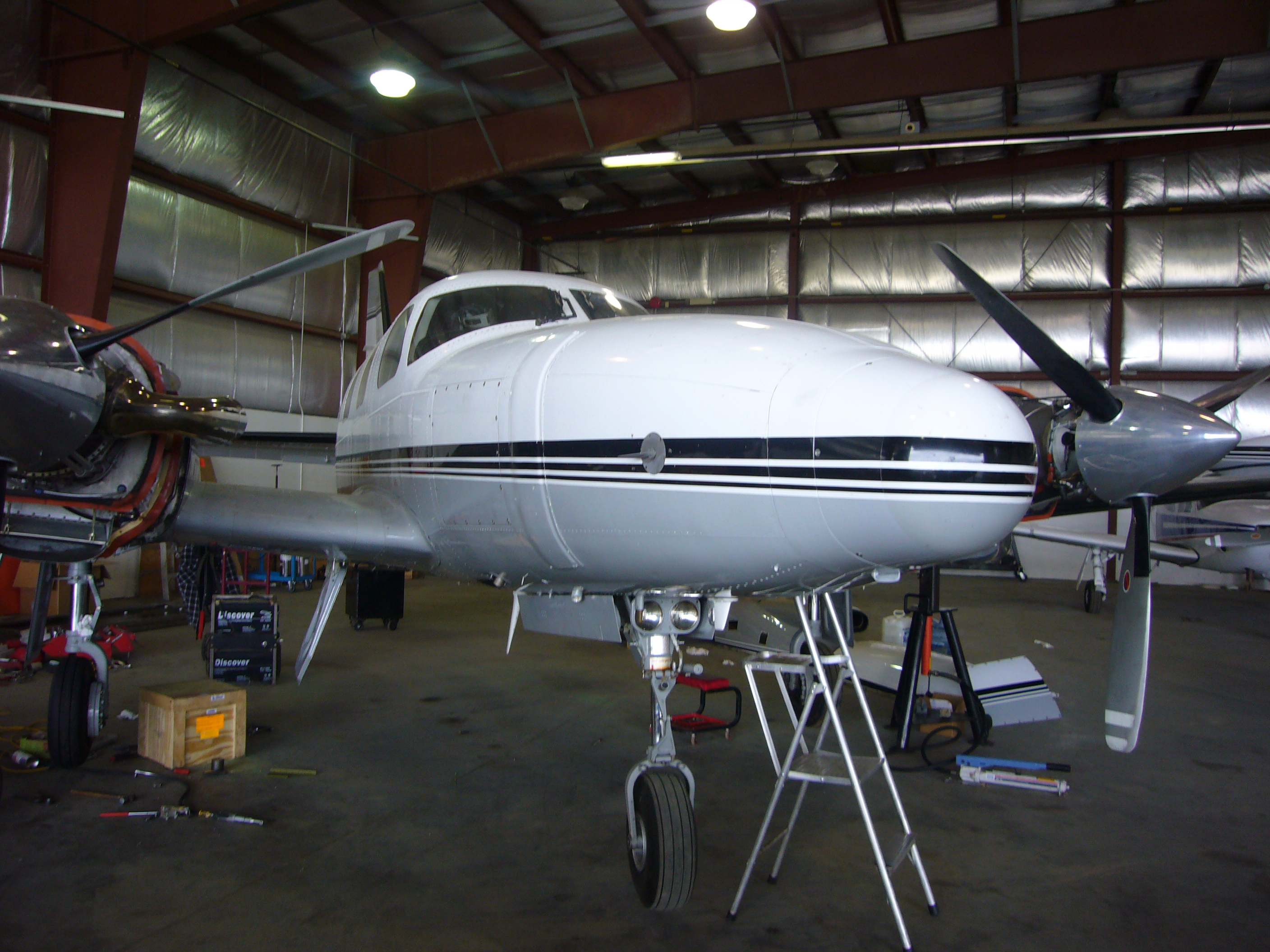
فرودگاه محلی استوان

فرودگاه محلی استوان (به انگلیسی: Estevan Regional Aerodrome) یک فرودگاه همگانی با کد یاتا YEN است که یک باند فرود آسفالت دارد و طول باند آن ۱۵۲۴ متر است. این فرودگاه در کشور کانادا قرار دارد و در ارتفاع ۵۸۱ متری از سطح دریا واقع شده است.